# Xã Millstadt, Quận St. Clair, Illinois
Xã Millstadt (tiếng Anh: Millstadt Township) là một xã thuộc quận St. Clair, tiểu bang Illinois, Hoa Kỳ. Năm 2010, dân số của xã này là 6.718 người.